# Прапор Іваничівського району
Пра́пор Іва́ничівського району затверджений 31 липня 2001 року 16-ю сесією Іваничівської районної ради 13-го скликання.

## Опис
Прапор району — стяг зі співвідношенням сторін 2:3. В основі прапора району — національний прапор України. Косий зелений кутник на ньому кольором символізує аграрний статус району, формою — половину шахтних териконів, які хоч адміністративно належать до міста Нововолинська, але територіально розташовані на землях Іваничівського району. Золотий хрест угорі символізує приналежність району до Волині.

## Джерело
- Іваничівська РДА